# You & Me (album)
You & Me – piąty album studyjny amerykańskiego gitarzysty bules-rockowego Joego Bonamassy. Wydawnictwo ukazało się 6 czerwca 2006 roku nakładem wytwórni muzycznej Provogue.

## Lista utworów
Opracowano na podstawie materiału źródłowego.
| Nr  | Tytuł utworu                          | Autorzy                          | Długość |
| --- | ------------------------------------- | -------------------------------- | ------- |
| 1.  | „High Water Everywhere”               | Charlie Patton                   | 4:06    |
| 2.  | „Bridge to Better Days”               | Joe Bonamassa                    | 5:07    |
| 3.  | „Asking Around for You”               | Bonamassa, Mike Himelstein       | 4:17    |
| 4.  | „So Many Roads”                       | Marshall Paul                    | 7:05    |
| 5.  | „I Don't Believe”                     | Manuel Charles, Don Robey        | 3:22    |
| 6.  | „Tamp Em Up Solid”                    | Ry Cooder                        | 2:30    |
| 7.  | „Django”                              | Robert Bosmans, Etienne Lefebvre | 4:56    |
| 8.  | „Tea for One”                         | Jimmy Page, Robert Plant         | 9:34    |
| 9.  | „Palm Trees Helicopters and Gasoline” | Bonamassa                        | 1:47    |
| 10. | „Your Funeral and My Trial”           | Sonny Boy Williamson             | 2:59    |
| 11. | „Torn Down”                           | Bonamassa, Gregg Sutton          | 4:28    |
|     |                                       |                                  | 50:11   |